# Johan Backer Lunde
Johan Backer Lunde   (6 de juliol de 1874 - 4 de novembre de 1958) va ser un compositor i pianista noruec. Va ser el segon de quatre fills dins del matrimoni conclòs el 1870 entre la professora de música Inga Agathe Backer (coneguda com a Inga Lunde)(1842-1915) i el sacerdot Carl Herman Lunde (1841-1932). Herman Lunde es va establir entre 1873 i 1876 com a sacerdot mariner a L'Havre.
La seva formació de piano la va proporcionar la seva tia Agathe Backer-Grøndahl i Ferruccio Busoni. Va rebre una beca. La seva tècnica de composició va ser refinada pel director/compositor Iver Holter. Johan Backer Lunde va fer concerts a Escandinàvia, Regne Unit i Alemanya, però fins i tot és conegut a Austràlia com a acompanyant de Nellie Melba. Ell mateix també va ensenyar a Pauline Hall, per exemple.
Entre altres coses, va acompanyar Minnie Tracey en diversos concerts a finals d'octubre de 1901, que també van incloure un concert amb el virtuós violinista Florizel von Reuter. També va fer actuacions amb la cantant Anna Egge en aquell moment. Un any després va acompanyar la seva professora Ida Ekman durant un concert romàntic a Oslo. El 1902 també va acompanyar Maikki Järnefelt, aleshores l'esposa d'Armas Jaernefelt, a partir del 1910 l'esposa de Selim Palmgren. Els anys que van seguir va acompanyar molts cantants o va donar suport a altres pianistes a l'escenari.
El 23 de novembre de 1899 es va organitzar una vetllada de concerts amb composicions purament de Johan Backer Lunde. La seva obra més interpretada és "Stig sol". D'aquesta cançó s'ha conservat un enregistrament de la cantant Maikki Järnefelt amb el pianista Armas Järnefelt de l'opus 25. És també l'única cançó de Backer Lunde que va obtenir el Proms el 20 d'octubre de 1920. Després es va cantar també en combinació amb la veu cantant amb piano, mentre que després va aparèixer una versió de veu amb orquestra.
Les seves composicions han romàs pràcticament desconegudes. La seva obra conté infinitat de cançons, un gènere estimat a Noruega en aquell moment. En la seva obra es produeixen nombres dobles d'opus; algunes cançons també tornen més sovint. A la darrera meitat dels anys 1910 van aparèixer diverses obres per a orquestra.